# Диас, Эйнар
Эйнар Антонио Диас (исп. Einar Antonio Díaz, 28 декабря 1972, провинция Чирики, Панама) — панамский бейсболист, выступавший на позиции кэтчера, ныне тренер. Выступал в МЛБ с 1996 по 2006 год.

## Карьера

### Игрок
Дебютировал в МЛБ в 1996 году в составе Кливленд Индианс, заменив стартового кэтчера команды Сэнди Аломара. Шанс закрепиться в основном составе команды получил только в 1999 году. Сезоны 2001 и 2002 годов провёл в статусе основного игрока «Индианс». Затем был обменян вместе с Райаном Дрезе в «Техас Рейнджерс» на Аарона Мьетта и Трэвиса Хафнера.
С 2004 по 2006 год иград за «Экспос» и «Кардиналс» в роли резервного кэтчера. В 2006 году также сыграл за команду младшей лиги «Баффало Байзонс», за которых выходил на поле и в роли питчера. В том же сезоне был обменян в «Лос-Анджелес Доджерс».
Весной 2007 года, в конце предсезонной подготовки, подписал контракт с «Питтсбург Пайрэтс» и выступал в лиге AAA за «Индианаполис Индианс». 30 июня получил серьёзную травму, из-за которой пропустил остаток чемпионата, а затем был вынужден завершить карьеру игрока.

### Тренер
В 2008 году начал тренерскую карьеру в штабе команд «Галф Кост Ориолс» и «Абердин Айронбёрдс», входящих в систему «Балтимора». 12 января 2009 года был назначен тренером команды «Блюфилд Ориолс», выступающей в Лиге новичков. С 1 апреля 2013 года работает в тренерском штабе «Балтимор Ориолс» ассистентом тренера отбивающих. Покинул клуб после завершения сезона 2018 года и стал тренером в системе клуба «Атланта Брэйвз» — командах «Гуиннетт Стриперс» и «Миссисипи Брэйвз».
Привлекался к работе в команде Доминиканской профессиональной бейсбольной лиги «Гигантес дель Сибао». 